# 65daysofstatic
65daysofstatic — музичний гурт, що грає інструментальний математичний рок і пост-рок, з міста Шеффілд, Англія. Заснована у 2001 році група складається з Пола Волінскі, Джо Шрусбері, Роба Джонса і Сімона Райта.
Музика групи поєднує важкі гітарні секції, клавішні партії, живі й електронні ударні в стилі Aphex Twin. Для музики групи характерна імітація електронних шумів.

## Дискографія

### Студійні альбоми
| Рік  | Альбом                         |
| ---- | ------------------------------ |
| 2004 | The Fall of Math               |
| 2005 | One Time for All Time          |
| 2007 | The Destruction of Small Ideas |
| 2010 | We Were Exploding Anyway       |
| 2013 | Wild Light                     |
| 2019 | replicr, 2019                  |
| 2021 | Sentience 260521               |
| 2021 | The Midi Thief                 |
| 2022 | Debris                         |

### Концертні альбоми
- Escape from New York (2009)
- Decomposition Theory Live 091117 (2020)

### Синглитаміні-альбоми
- Play Nice Kids (EP, 2001)
- Stumble.Stop.Repeat (EP) (2003)
- Retreat! Retreat! (2004)
- Hole (EP) (2005)
- Radio Protector (2006)
- Don't Go Down to Sorrow (2007)
- The Distant and Mechanised Glow of Eastern European Dance Parties (2008)
- Weak4 (2010)
- Crash Tactics (2010)
- Heavy Sky (EP) (2010)
- popular beats (2019)
- trackerplatz (2019)
- five waves (2019)
- "Under the Summs" (EP, 2021)
- "Tomorrowd" (EP, 2021)
- "Available Data" (EP, 2021)
- "Mimik" (EP, 2021)